# Aristid von Grosse
Aristid von Grosse, né en janvier 1905 et mort le 21 juillet 1985, était un chimiste nucléaire allemand. Au cours de son travail avec Otto Hahn, il avait eu accès à des déchets de la production de radium. En utilisant ce matériau, il réussit à isoler l'oxyde de protactinium(V) en 1927 et, par la suite, à produire du protactinium métallique par décomposition de l'iodure de protactinium(V),.
Entre 1948 et 1969, il a été président de l'Institut de recherche de l'université Temple à Philadelphie et a ensuite été affilié aux laboratoires du Franklin Institute de Philadelphie jusqu'à sa retraite en 1979. En 1971, il reçut un prix de la Commission de l'énergie atomique des États-Unis en reconnaissance pour ses « contributions exceptionnelles au développement de l'énergie nucléaire ».
Aristid est né à Riga en janvier 1905 et s'installa aux États-Unis en 1930. Il prit sa retraite en 1979 et est décédé le 21 juillet 1985 d'une pneumonie à Laguna Hills en Californie.